# Vianga
Vianga é um gênero de mariposa pertencente à família Bombycidae.